# Бааде, Фриц
Фриц Ба́аде (нем. Fritz Baade; 23 января 1893, Нойруппин — 15 мая 1974, Киль) — немецкий экономист и политик (социал-демократ).

## Биография
После окончания школы изучал экономику, классическую филологию, искусствоведение, теологию и медицину в университетах Гёттингена, Гейдельберга, Мюнстера и Берлина. Во время Первой мировой войны с 1914 по 1918 был солдатом. Во время Ноябрьской революции был председателем Совета рабочих и солдатских депутатов в Эссене.
В 1919—1925 годах работал экономистом в Гёттингене. В 1922 защитил докторскую диссертацию по политэкономии по теме «Экономические реформы больших предприятий в докапиталистическую эпоху».
В 1925 году возглавил берлинский Институт исследования экономической политики, одновременно с 1928 был доцентом экономики сельского хозяйства в Университете Берлина. В 1929 перешел на руководящую должность в имперское министерство продовольствия, был имперским комиссаром по поставкам зерна, а также одним из инициаторов государственной антимонопольной антициклической программы (WTB-план).
После прихода к власти национал-социалистов потерял все свои посты и удалился в предместье Бранденбурга-на-Хафеле, где до 1934 года управлял собственной фермой.
В 1935 году эмигрировал в Турцию. В 1946 году переехал в США.
В 1948—1961 годах был профессором и директором Кильского института мирового хозяйства. В 1949—1965 годах являлся депутатом бундестага от Социал-демократической партии. Директор Института по экономическим проблемам развивающихся стран в Бонне (1961).
Исследования посвящены преимущественно проблематике мирового хозяйства, среди прочего вопросам мирового продовольственного обеспечения, а также вопросам развития сельского хозяйства ФРГ и развивающихся стран.

## Сочинения
- Baade. Eine deutsche Roggenpolitik. — В. 1931.
- Deutschlands Beitrag zum Marschall-Plan. Zerstörung auf unsere Kosten. — Hamb. 1948.
- Welternährungswirtschaft. Hamburg 1956.
- Weltenergiewirtschaft. Atomenergie — Sofortprogramm oder Zukunftsplanung? Hamburg 1958.
  - Мировое энергетическое хозяйство. Атомная энергия — сейчас или в будущем? — М.: Издательство иностранной литературы, 1960.
- Die Lage der Weltwirtschaft und ihre Bedeutung fur die Landwirtschaft. — Kiel. 1957.
- Die deutsche Landwirtschaft im gemeinsamen Markt. Baden-Baden 1958.
- Der Wettlauf zum Jahre 2000. Unsere Zukunft: Ein Paradies oder die Selbstvernichtung der Menschheit. Hamburg 1960.
  - Соревнование к 2000 году. Наше будущее: рай на земле или самоуничтожение человечества — М.: Издательство иностранной литературы, 1962. — (Для научных библиотек) — 259 с.
- Die deutsche Landwirtschaft im gemeinsamen Markt. 2 Aufl. — Baden-Baden. 1963.
- …denn sie sollen satt werden. Strategie des Weltkampfes gegen den Hunger. Hamburg 1964.
- Dynamische Weltwirtschaft. München 1969
- Weltweiter Wohlstand. Hamburg 1970. ISBN 3-7979-1508-X
- Probleme der Familienplanung in den Entwicklungsländern. Hannover 1970.
- Die deutsche Landwirtschaft im Ringen um den Agrarmarkt Europas. Baden-Baden 1971. ISBN 3-7890-0020-5